# Ángel Rodríguez del Barrio
Ángel Rodríguez del Barrio (28 de agosto de 1876-7 de noviembre de 1936) fue un militar español.

## Biografía

### Carrera militar
El 27 de agosto de 1893 ingresa como alumno de la Academia de Infantería de Toledo.
Tras el estallido de la Revolución filipina fue enviado al archipiélago y participó en numerosas operaciones. El 19 de junio de 1898 fue hecho prisionero aunque pocos meses después, el 30 de diciembre, logró fugarse y reintegrarse en el Ejército español. En 1909 fue enviado a Marruecos y se le destinó a Melilla, donde permaneció hasta comienzos de 1910. Sería ayudante del primer alto comisario español en Marruecos y comandante militar de Ceuta, el general Felipe Alfau Mendoza. Para 1916 ya ostentaba el rango de coronel. Durante la Primera Guerra Mundial formó parte de la Comisión militar española que entre 26 de marzo y el 26 de abril de 1917 visitó el Frente Occidental.
El 19 de mayo de 1924 asciende al rango de general de división.

### Segunda República
Cuando en abril de 1931 se produjo la proclamación de la Segunda República era gobernador militar de Tenerife. El 18 de abril sustituyó al cesado teniente general José Rodríguez Casademunt en el cargo de Capitán General de Canarias, que tras su nombramiento cambia la denominación pasando a ser "Comandante General de Canarias". En junio le sustituyó Enrique Salcedo Molinuevo. Durante la República, Rodríguez del Barrio siguió ocupando importantes mandos militares. En septiembre de 1933, Rodríguez del Barrio fue nombrado inspector general del Ejército. En julio de 1935, siendo inspector general y vicepresidente del Consejo Director de la Guerra, tuvo que ser intervenido quirúrgicamente por una grave dolencia; una vez superada la convalencia se hace cargo de la Primera Inspección del Ejército.
Sin embargo, Rodríguez del Barrio no se sentía especialmente identificado con el nuevo régimen.
Tras las elecciones de febrero de 1936 y la victoria del Frente Popular, se produjo un intento de “golpe de fuerza” para intentar frenar la entrega del poder a los vencedores. En la noche del 17 al 18 de febrero varios militares intentaron organizar un golpe «desde los centros de poder» y luego una sublevación de las guarniciones militares. Fue el líder de la Confederación Española de Derechas Autónomas (CEDA) y antiguo ministro de la guerra, José María Gil-Robles, el primero que intentó que el presidente del gobierno en funciones, Portela Valladares, declarase el “estado de guerra” y anulara los comicios. Le siguió el general Franco, aún jefe del Estado Mayor del Ejército, que se adelantó a dar las órdenes pertinentes a los mandos militares para que declarasen el estado de guerra (con lo que el poder pasaba a las autoridades militares). Franco telefonéo a los generales Goded y Rodríguez del Barrio para que convencieran a otros altos oficiales. Rodríguez del Barrio, como inspector general del Ejército, tenía un buen número de contactos entre los militares, e intentó sondear a varias guarniciones militares de Madrid para que se sublevaran y salieran a la calle. Sin embargo, tras varias llamadas tanto Goded como Rodríguez del Barrio le comunicaron el fracaso de sus gestiones. Al final, desautorizado por Portela Valladares y por el general Molero, Franco no vio la situación madura y se echó para atrás.
El 8 de marzo tuvo lugar en Madrid, en casa de un amigo de Gil Robles, una reunión de varios generales (Emilio Mola, Orgaz, Villegas, Fanjul, Franco, Rodríguez del Barrio, García de la Herrán, González Carrasco, Saliquet y Miguel Ponte, junto con el coronel Varela y el teniente coronel Valentín Galarza, como hombre fuerte de la UME), en la que acordaron organizar un “alzamiento militar” que derribara al gobierno del Frente Popular recién constituido y “restableciera el orden en el interior y el prestigio internacional de España”. Los generales conjurados acordaron también ofrecer la jefatura de la Junta Militar que se formaría al exiliado general Sanjurjo y que el coordinador de la sublevación militar en España fuera el general Rodríguez Barrio.
Sin embargo, Rodríguez del Barrio estaba seriamente afectado por un cáncer de estómago y se estaba muriendo. Quizás por esto, porque sospechaba que el gobierno conocía toda la trama militar y por su falta de confianza en los oficiales de la guarnición de Barcelona, en el último minuto se echó atrás y pospuso la sublevación.

### Guerra Civil
A pesar de haber estado implicado en la conspiración militar, el gobierno republicano no lo detuvo o lo puso bajo arresto. En agosto el general Juan García Gómez-Caminero le sustituyó como vocal de la Sala Militar del Tribunal Supremo. El 7 de noviembre de 1936 falleció a consecuencia del cáncer de estómago.